# 토드 하버콘

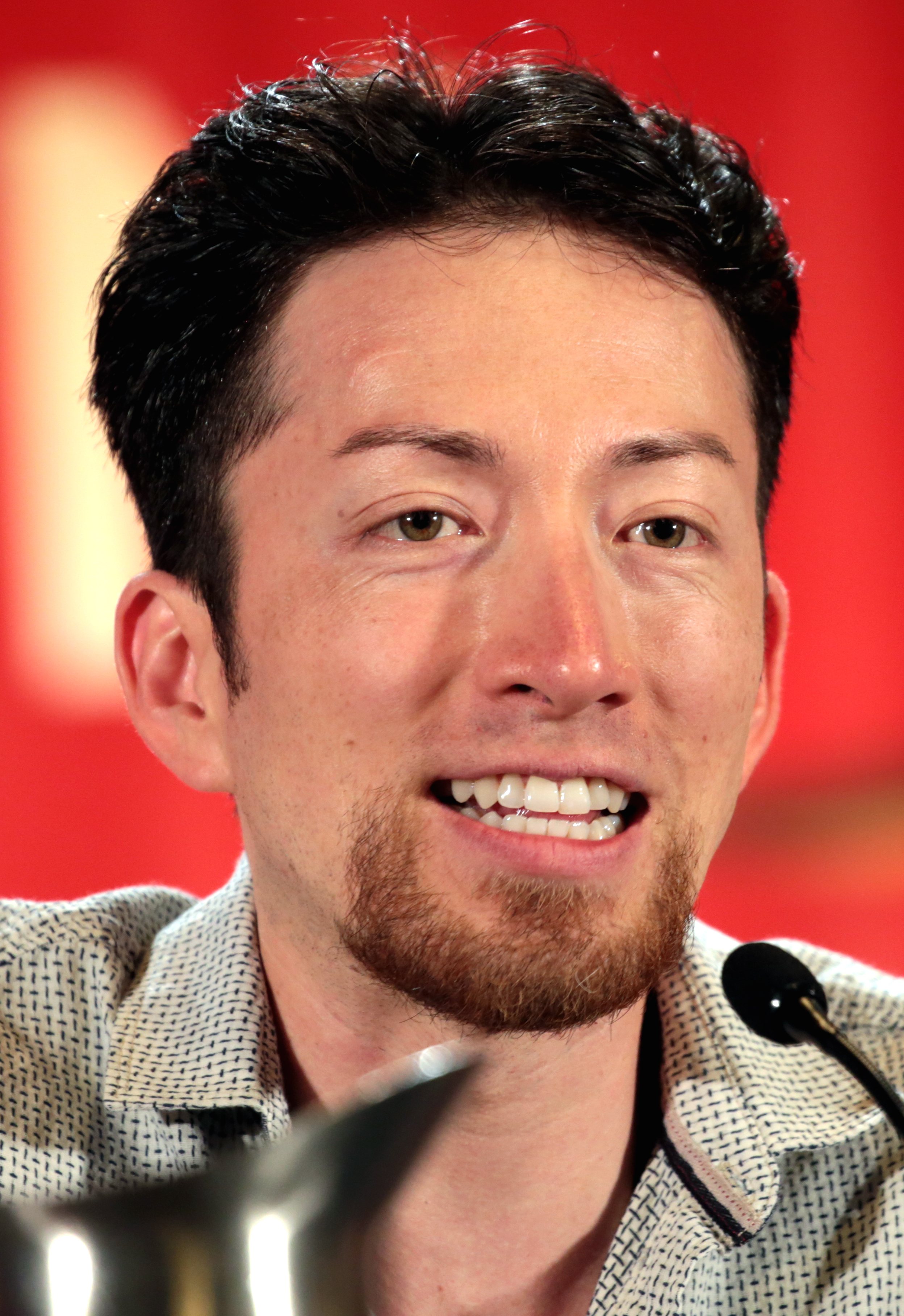

토드 하버콘(Todd Haberkorn, 1982년 8월 16일 ~ )은 미국의 성우, 텔레비전 배우이다.
알링턴에서 태어났다.

## 영화
- 몬스터 하이: 헌티드 (2015년)
- 스크림 오브 더 밴쉬 (2011년) - 오토 역
- 콜렉터 (2009년) - 폴리스 오피서 역
- 원피스 극장판 8기 - 사막의 공주와 해적들 (2007년)
- XXX홀릭 (2006년)
- XXX 홀릭 극장판 : 한 여름 밤의 꿈 (2005년)
- 스쿨 럼블 (2004년)
- 걸 헬 1999 (1999년)